# Vedran Ćorluka
Vedran Ćorluka ([ʋedran t͡ɕorluka]) (Derventa, 1986. február 5. –) világbajnoki ezüstérmes horvát labdarúgó, jelenleg az orosz Lokomotyiv Moszkva játékosa, és a horvát labdarúgó-válogatott tagja.

## Pályafutása
Ćorluka a Dinamo Zagreb ificsapataiban, 8 évesen kezdett futballozni. Profi karrierje 2003-ban kezdődött, de ebben a szezonban egy mérkőzésen sem lépett pályára a felnőtt csapatban. 2004-ben egy szezon erejéig kölcsönben játszott az Inter-Zaprešić-nél, és bajnoki ezüstéremhez segítette a csapatot, mielőtt visszatért a Dinamo-hoz 2005-ben.
Ebben az időben került be a horvát U21-es válogatottba, és egyre közelebb került hazája felnőtt válogatottjához is. A horvát válogatottban 2006. augusztus 16-án debütált egy barátságos mérkőzésen a világbajnok Olaszország ellen. Horvátország 2–0-ra győzött, Ćorluka a második félidőben lépett pályára.
2007. augusztus 2-án írt alá az angol Manchester City-hez. Egyike volt az új menedzser, Sven-Göran Eriksson igazolásainak. A Manchester City nem árulta el a játékos árát, de horvát értesülések szerint 8 millió font állt a szerződésében. Ćorluka 5 évre írt alá az angol klubnál.
A válogatott szinte minden mérkőzésén játszott a 2008-as Európa-bajnokság selejtezőiben. Részt vett a 2008-as Eb-n is, nemcsak a védelemben, hanem a támadásban is jelentős munkát végzett.
Ćorluka 2008. szeptember 1-jén igazolt a Tottenham Hotspur-höz 8.5 millió fontért.  Hatéves szerződést írt alá a fővárosi csapatnál, ahol válogatottbeli csapattársa, Luka Modrić is játszik. Első mérkőzését 2008. szeptember 15-én játszotta az Aston Villa ellen, azonban a találkozót 2–1-re elvesztették.

## Sikerei, díjai
GNK Dinamo Zagreb
- Horvát bajnok: 2005–06, 2006–07
- Horvát kupa: 2006–07
- Horvát szuperkupa: 2006

Tottenham Hotspur
- Angol ligakupa ezüstérem: 2008–09

Lokomotív Moszkva
- Orosz bajnok: 2017–18
- Orosz kupa: 2014–15, 2016–17